# Estación Quilino
Quilino es una estación de ferrocarril del departamento Ischilín, en la Provincia de Córdoba, Argentina.

## Servicios
No presta servicios de pasajeros, sólo de cargas. Sus vías corresponden al Ramal CC del Ferrocarril General Belgrano. Sus vías e instalaciones se encuentran a cargo de la empresa estatal Trenes Argentinos Cargas.